# 延中实业
延中实业是中華人民共和國上海市一家公司，主營飲用水等領域。延中实业的前身是上海市静安区延安中路街道的一家集体事业管理机构。1978年后，機構轉型為延中复印工业公司。1985年，延中实业成立。同年1月，静安证券业务部为延中实业有限公司发行股票。
1990年12月19日，延中实业在上海证券交易所上市，也是上海证券交易所首批上市的8只股票之一，被當時的人稱為「老八股」。
1992年，香港企業中添國際有限公司與延中实业合資成立上海延中飲用水有限公司。前者持股60%，後者持股30%。
1993年9月13日，深宝安旗下宝安上海、宝安华东保健品公司和深圳龙岗宝灵电子灯饰公司在二级市场上收购延中实业的股票。9月29日，上述3家公司持有延中实业4.56%、4.52%和1.657%的股份。9月30日，深宝安持有的延中实业股票比例增至15.98%。之後深宝安決定收购延中实业，但延中实业原大股东拒絕並开始反收购，導致延中实业股价从几毛钱最高上涨至42元人民幣。不過最終深宝安成功控股延中实业。其后延中实业控股权最终轉移至方正集团手中，同時股票更名為方正科技。